# Gynopygoplax walkeri
Gynopygoplax walkeri är en insektsart som beskrevs av Metcalf 1961. Gynopygoplax walkeri ingår i släktet Gynopygoplax och familjen spottstritar. Inga underarter finns listade i Catalogue of Life.